# Мамедов, Эльвин Махалович
Эльвин Махалович Мамедов (род. 4 января 1991) — российский самбист, бронзовый призёр чемпионата России по боевому самбо, мастер спорта России. Боец смешанных единоборств.

## Карьера
Тренировался под руководством И. Р. Шегельмана. Выступал в первой средней весовой категории (до 82 кг). 7 сентября 2014 года в Санкт-Петербурге Мамедов провёл дебютный бой против российского бойца Магомеда Магомедова. Двухраундовый поединок окончился победой Мамедова единогласным решением судей. На следующий год в Красноярске он стал бронзовым призёром чемпионата страны по боевому самбо.

### Боевое самбо
- Чемпионат России по боевому самбо 2015 года — ;

### Смешанные боевые искусства
| Результат | Рекорд | Соперник          | Способ               | Турнир                         | Дата                 | Раунд | Время | Место                   | Примечание |
| --------- | ------ | ----------------- | -------------------- | ------------------------------ | -------------------- | ----- | ----- | ----------------------- | ---------- |
| Победа    | 1-0    | Магомед Магомедов | Единогласное решение | M-1 Challenge 51 — Fightspirit | 7 сентября 2014 года | 2     | 5:00  | Россия, Санкт-Петербург |            |